# Bohdan Przywarski
Bohdan Władysław Przywarski (Masiulowszczyźnie, 12 aprile 1932 – Varsavia, 21 ottobre 2013) è stato un cestista polacco.

## Carriera
Con la Polonia ha disputato i Giochi olimpici di Roma 1960 e due edizioni dei Campionati europei (1955, 1959).

## Palmarès
- Campionato polacco: 2

Spójnia Łódź: 1949-50, 1951-52
- Coppa di Polonia: 2

AZS Varsavia: 1956, 1958